# Grupo Flammarion
Flammarion SA es una editorial francesa, filial del grupo Madrigall desde 2012. Reúne varias editoriales, aunque la más importante es la que ha dado nombre al grupo, Flammarion, fundada en 1875 bajo las arcadas del Teatro del Odéon en París. El Grupo es una editorial generalista que publica en campos como la literatura, las ciencias humanas, los libros ilustrados y libros para la juventud. Desde su creación en 1875, Flammarion ha velado siempre por perseguir la ambición de su fundador, Ernest Flammarion : « Proponer el mejor contenido al mayor número de personas». Las filiales históricas de Flammarion en los sectores de la difusión, de la distribución y de la librería contribuyen hoy a la actividad global del grupo Madrigall, implantado en Francia, en Bélgica, en Suiza y en Canadá.

## Historia

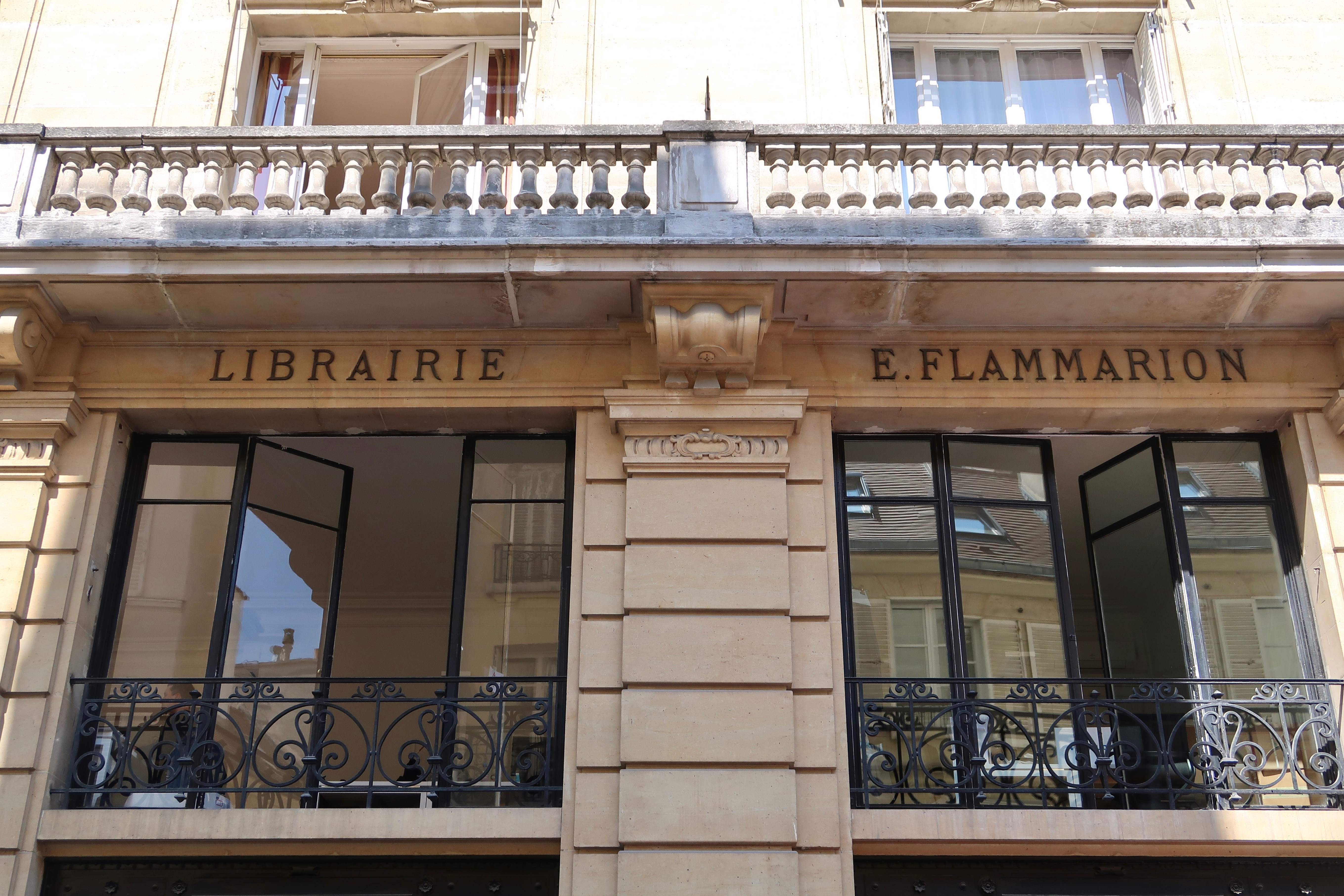
Edificio histórico de la editorial, sito en el número 26 de la calle Racine (París).

El nacimiento de esta casa editorial está íntimamente ligado a la personalidad de Ernest Flammarion, hermano del astrónomo Camille Flammarion : Ernest publicará los ensayos y álbumes de su hermano destinado al gran público, que se convirtieron en verdaderos éxitos a finales del siglo XIX.
En 1876, Ernest Flammarion se asoció con el librero parisiense Charles Marpon (muerto en 1890) para formar « Charles Marpon y Ernest Flammarion » : publican una traducción de 29 poemas titrés redactados en alemán y titulada Las Nibelungen por el barón Émile de Laveleye y recompran  luego los fondos de la Librería internacional A. Lacroix, Verboeckhoven et Cie (Bruselas) en cuyo catálogo figuraban autores de la talla de Victor Hugo, Émile Zola y Jules Michelet. El uno de los primeros éxitos es la edición ilustrada de L'Assommoir (1878), que cofinanciaron con la Librería Charpentier. Con los beneficios, publicaron el álbum L'Astronomie populaire, de Camille Flammarion (1879) que da un poco la línea editorial de los veinte años siguientes : predilección para las propiedades científicos puestos al alcance de todos y los libros prácticos. Así, dos colecciones, Labores útiles (1887) y Biblioteca Flammarion (1890) se unen a los libros de Historia, Antropología, Botánica y un largo etcétera. El libro del antisemita Édouard Drumont, (La Francia Judía, 1886) encuentra un éxito considerable con 62 000 ejemplares vendidos el primer año. Verdadero « best seller del final del XIX siglo » según los términos de Léon Poliakov, es reeditado en 1888 en una versión popular resumida en un volumen y conoce 200 reediciones en total, hasta 1914. La ficción no es todo, así que en 1889 aparece la colección Autores célebres y la publicación de novedades entre las cuales las labores de Hector Malot que figuraron mucho tiempo en cabeza de las ventas, y la publicación de relatos de viajes auténticos (Jean-Baptiste Charcot, Frederick Cook, etc.). En 1902, transfuge de las célebres ediciones Félix Alcan, Gustave El Bueno se ve confiar La Biblioteca de Filosofía científica. El mismo año, Flammarion lanza una colección de novelas populares en formato de bolsillo y cobertura ilustrada a color a un precio de 0,95 céntimos de franco. Entre 1905 y 1925, Flammarion conoce vivos éxitos con novelistas como Victor Margueritte, Maurice Genevoix, Henri Barbusse, Colette, a veces coronados de premios literarios. En 1914, los Hermanos Fischer lanzan Select-Collection. En 1922 está lanzada la colección Biblioteca de conocimientos médicos que resultará bien más tarde Flammarion Médicine. En 1930, los famosos álbumes de Père Castor comienzan a aparecer, inaugurando un mercado muy portador, aquel de la juventud. Durando la Ocupación, Charles y Armand Flammarion se comprometen : estarán sancionados en 1945 por la Comisión interprofesional de depuración de la Edición. En 1958 la colección de bolsillo J'ai Lu está creada por Frédéric Ditis.
En los años 1960, Garnier y Flammarion se asocian para lanzar la colección de las clásicas Garnier-Flammarion, resultado desde una colección del Grupo bajo el nombre de GF Flammarion. En 1977, Flammarion recompra las ediciones Arthaud. De 1986 a 1995, Françoise Verny es la directora editorial y audiovisual del grupo. En los años 1980, las librerías Flammarion 4 son abiertas y proponen, indigne Guapos libros, de las ediciones de objetos de diseño a tirada limitada. En 1999, Raphaël Sorin publique Las Partículas elementales de Michel Houellebecq : gracias a este autor traducido en el mundo entero, Flammarion décroche el premio Goncourt en 2010 con El Mapa y el Territorio.
Flammarion está quedado una editorial a directorio familiar de 1876 a 2000 : después Ernest, es sus hilos Charles que retoma el relieve en 1918, seguido en 1967 de Henri, después de Charles-Henri en 1985 que guardará el control del grupo a pesar de una introducción en bolsa en junio de 1996 con una capitalización puntuada a más de un millardo de francos (220 millones de euros).
En octubre de 2001, la familia Flammarion cede sus partes al grupo italiano RCS MediaGroup que toma el control. En 2005, la dirección está confiada a Teresa Cremisi.  En 2005, la casa abandona el número 26 de la calle Racine de París para instalarse en el quai Panhard-et-Levassor.
En 2012, el Grupo Madrigall (Gallimard) compra a RCS MediaGroup el grupo Flammarion por un importe de 251 millones de euros. El 30 de abril de 2015, Teresa Cremisi anuncio en los semanales Livres-Hebdo su dimisión, permaneciendo en funciones de directora de colección. Fue reemplazada por Gilles Haéri en 2015, director general de las ediciones Flammarion desde 2001.

## Identidad visual

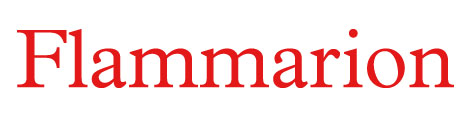
Logo de las Ediciones Flammarion.

## Principales sociedades del grupo
- Les éditions Flammarion : 
  - Aubier
  - Autrement
  - Arthaud
  - Champs
  - Climats
  - Étonnants classiques
  - Flammarion
  - Garnier-Flammarion
  - J'ai lu
  - La Maison rustique
  - Librio
  - Père Castor
  - Pygmalion
  - Diffusé par Flammarion diffusion et distribué par Union Distribution

## Resultados financieros
Flammarion SA, principal entidad del grupo, creada en 1981 y dirigida por Mathieu Cosson, anunció en 2017 su cifra de negocio en 266 380 000 000 de euros, siendo sus beneficios de 4 364  millones y su efectivo de 301 personnes.